# Сибирский листок объявлений
«Сибирский листок объявлений» — российская еженедельная газета, первая частная газета в Тобольской губернии. Издавалась Константином Высоцким в Тюмени в 1879 году.

## История
До 1879 года в Тобольской губернии выходила только одна газета — «Тобольские губернские ведомости». В 1879 году тюменский издатель Константин Высоцкий начал выпускать частную газету «Сибирский листок объявлений». Газета выходила еженедельно, по пятницам с 5 января по 28 декабря. В каждом номере было четыре полосы. Подписная цена вместе с пересылкой равнялась 2 рублям (для сравнения цена «Тобольских губернских ведомостей» составляла 4 рубля без пересылки). Издатель намеревался «отражать все интересы Сибири и её деятельности на почве как крупной промышленности, так и её главных отраслей». Для издания использовались разные, в том числе иностранные, шрифты.
Газета состояла из четырёх-пяти разделов. В первом разделе помещались общекалендарные сведения, православный месяцеслов. Во втором разделе — сводка погоды в Тюмени. Третий раздел назывался «Ярмарки и торжки», а позже «Торговые сведения». В нём публиковались сведения как о крупнейших российских ярмарках, так и о местных. В четвёртом разделе печатались местные цены на товары. Издатель пытался разнообразить содержание, но этому мешала двойная предварительная цензура — в Казани и в Тобольске. Поэтому много места занимали деловые и частные объявления, которые не подлежали цензуре.
Авторами газеты были тюменцы: купцы Николай Чукмалдин, Василий Князев, художник Иван Калганов, служащий В. Ефремов, библиотекарь А. Себякина. Старшая дочь Высоцкого Мария также принимала участие в создании газеты. Тираж был небольшой, 150—200 экземпляров, и в конце года газета закрылась из-за убытков. Всего вышло 52 номера. В последнем номере, отвечая на вопрос читателя о причинах закрытия, Высоцкий писал: «…пускаться в подробности изложения причин прекращения находим неудобным и скажем только одно: „Листок“ начат преждевременно».